# Kaplica cmentarna w Kluczborku
Kaplica w Kluczborku – kaplica cmentarna, usytuowana na cmentarzu przy ulicy Opolskiej w Kluczborku.

## Historia
Dzieje cmentarza komunalnego i kaplicy cmentarnej w Kluczborku, związane są z kościołem ewangelicko-augsburskim oraz parafią Chrystusa Króla w Kluczborku. W latach: 1834, 1854, 1892, rozrastająca się parafia ewangelicka, powiększała również teren cmentarza. Spowodowało to wybudowanie nowej kaplicy w miejsce starej, drewnianej, istniejącej od 1830 roku. W 1886 roku dzięki m.in. miejscowej rodzinie Schneider wybudowana została nowa, murowana kaplica. Jej poświęcenie odbyło się 25 października 1887 roku.
Po II wojnie światowej kaplica przeszła pod opiekę miasta. W 1986 roku przeprowadzono renowację kaplicy. W 2013 roku kaplica przeszła remont kapitalny, gdzie zainstalowano m.in. elektroniczne uruchomienie dzwonu na wieży. Obecnie służy wszystkim mieszkańcom Kluczborka, jako kaplica przedpogrzebowa.